# Losiusa angusticollis
Losiusa angusticollis är en skalbaggsart som beskrevs av Charles Hamilton Seevers 1978. Losiusa angusticollis ingår i släktet Losiusa och familjen kortvingar. Inga underarter finns listade i Catalogue of Life.